# Robert Dadok
Robert Dadok (Cieszyn, 1996. december 24. –) lengyel labdarúgó, a Górnik Zabrze csatárja.

## Pályafutása
Dadok a lengyelországi Cieszyn városában született. Az ifjúsági pályafutását a helyi Tempo Puńców és Piast Cieszyn csapatában kezdte, majd a Śląski Chorzów akadémiájánál folytatta.
2013-ban mutatkozott be a Śląski Chorzów felnőtt keretében. 2015-ben a GKS Bełchatów, míg 2016-ban a Pniówek Pawłowice Śląskie csapatát erősítette kölcsönben. 2016-ban a Wigry Suwałki, majd 2018-ban a Stal Stalowa Wola szerződtette. 2020-ban a másodosztályban szereplő Stal Mielechez igazolt. A 2019–20-as szezonban feljutottak az első osztályba. 2021. július 1-jén kétéves szerződést kötött a Górnik Zabrze együttesével. Először a 2021. július 25-ei, Pogoń Szczecin ellen 2–0-ra elvesztett mérkőzésen lépett pályára. Első gólját 2021. november 27-én, a Górnik Łęczna ellen 2–1-re megnyert találkozón szerezte meg.

## Statisztikák
2023. július 23. szerint
| Klub              | Szezon   | Osztály     | Bajnokság | Bajnokság | Kupa és Ligakupa | Kupa és Ligakupa | Nemzetközi | Nemzetközi | Összesen | Összesen |
| Klub              | Szezon   | Osztály     | Meccs     | Gól       | Meccs            | Gól              | Meccs      | Gól        | Meccs    | Gól      |
| ----------------- | -------- | ----------- | --------- | --------- | ---------------- | ---------------- | ---------- | ---------- | -------- | -------- |
| Wigry Suwałki     | 2016–17  | I Liga      | 6         | 1         | 0                | 0                | —          | —          | 6        | 1        |
| Wigry Suwałki     | 2017–18  | I Liga      | 14        | 0         | 0                | 0                | —          | —          | 14       | 0        |
| Wigry Suwałki     | Összesen | Összesen    | 20        | 1         | 0                | 0                | 0          | 0          | 20       | 1        |
| Stal Stalowa Wola | 2018–19  | II Liga     | 32        | 6         | 0                | 0                | —          | —          | 32       | 6        |
| Stal Stalowa Wola | 2019–20  | II Liga     | 20        | 7         | 3                | 0                | —          | —          | 23       | 7        |
| Stal Stalowa Wola | Összesen | Összesen    | 52        | 13        | 3                | 0                | 0          | 0          | 55       | 13       |
| Stal Mielec       | 2019–20  | I Liga      | 12        | 1         | 1                | 0                | —          | —          | 13       | 1        |
| Stal Mielec       | 2020–21  | Ekstraklasa | 24        | 0         | 2                | 2                | —          | —          | 26       | 2        |
| Stal Mielec       | Összesen | Összesen    | 36        | 1         | 3                | 2                | 0          | 0          | 39       | 3        |
| Górnik Zabrze     | 2021–22  | Ekstraklasa | 31        | 3         | 3                | 0                | —          | —          | 34       | 3        |
| Górnik Zabrze     | 2022–23  | Ekstraklasa | 28        | 4         | 3                | 0                | —          | —          | 31       | 4        |
| Górnik Zabrze     | 2023–24  | Ekstraklasa | 1         | 0         | 0                | 0                | —          | —          | 1        | 0        |
| Górnik Zabrze     | Összesen | Összesen    | 60        | 7         | 6                | 0                | 0          | 0          | 66       | 7        |
| Összesen          | Összesen | Összesen    | 168       | 22        | 12               | 2                | 0          | 0          | 180      | 24       |

## Sikerei, díjai
Stal Mielec
- I Liga
  - Feljutó (1): 2019–20